# Satyrus schaeferi
Satyrus schaeferi är en fjärilsart som beskrevs av Gross 1958. Satyrus schaeferi ingår i släktet Satyrus och familjen praktfjärilar. Inga underarter finns listade.